# Sportverein Chio Waldhof 07 1975-1976
Questa voce raccoglie le informazioni riguardanti lo Sportverein Chio Waldhof 07 nelle competizioni ufficiali della stagione 1975-1976.

## Stagione
Nella stagione 1975-1976 il Chio Waldhof Mannheim, allenato da Antun Rudinski, concluse il campionato di 2. Bundesliga al 8º posto. In Coppa di Germania il Chio Waldhof Mannheim fu eliminato al terzo turno dall'Homburg.

## Rosa
| N. |                     | Ruolo | Calciatore         |
| -- | ------------------- | ----- | ------------------ |
|    | Germania (bandiera) | P     | Ulrich Gelhard     |
|    | Germania (bandiera) | P     | Walter Pradt       |
|    | Germania (bandiera) | D     | Werner Adler       |
|    | Germania (bandiera) | D     | Oskar Bauer        |
|    | Serbia (bandiera)   | D     | Slobodan Jovanić   |
|    | Germania (bandiera) | D     | Rudi Keßler        |
|    | Germania (bandiera) | D     | Klaus Link         |
|    | Germania (bandiera) | D     | Heinrich Schnitzer |
|    | Germania (bandiera) | D     | Günter Sebert      |
|    | Germania (bandiera) | D     | Paul Steiner       |
|    | Germania (bandiera) | C     | Wolfgang Böhni     |
|    | Germania (bandiera) | C     | Walter Duttenhofer |

| N. |                     | Ruolo | Calciatore         |
| -- | ------------------- | ----- | ------------------ |
|    | Germania (bandiera) | C     | Werner Heck        |
|    | Germania (bandiera) | C     | Reiner Hollich     |
|    | Germania (bandiera) | C     | Karl-Heinz Mießmer |
|    | Germania (bandiera) | C     | Volker Rohr        |
|    | Germania (bandiera) | C     | Peter Schneider    |
|    | Germania (bandiera) | C     | Michael Schüßler   |
|    | Germania (bandiera) | C     | Dieter Soyez       |
|    | Germania (bandiera) | A     | Bernd Bartels      |
|    | Germania (bandiera) | A     | Reinhold Gölz      |
|    | Germania (bandiera) | A     | Karl-Heinz Harm    |
|    | Germania (bandiera) | A     | Urban Klausmann    |
|    | Germania (bandiera) | A     | Ernst Martin       |

## Organigramma societario
Area tecnica
- Allenatore: Antun Rudinski
- Allenatore in seconda:
- Preparatore dei portieri:
- Preparatori atletici:

## Calciomercato

### Sessione estiva
| Acquisti | Acquisti        | Acquisti     | Acquisti |
| R.       | Nome            | da           | Modalità |
| -------- | --------------- | ------------ | -------- |
| P        | Ulrich Gelhard  | Wuppertal    |          |
| A        | Urban Klausmann | Werder Brema |          |

| Cessioni | Cessioni    | Cessioni          | Cessioni |
| R.       | Nome        | a                 | Modalità |
| -------- | ----------- | ----------------- | -------- |
| D        | Gernot Rohr | Kickers Offenbach |          |

### Sessione invernale
| Acquisti | Acquisti | Acquisti | Acquisti |
| R.       | Nome     | da       | Modalità |
| -------- | -------- | -------- | -------- |

| Cessioni | Cessioni | Cessioni | Cessioni |
| R.       | Nome     | a        | Modalità |
| -------- | -------- | -------- | -------- |

## Risultati

### 2. Bundesliga

#### Girone di andata
| Arbitro: | Greiner |

|  |           |                     |
|  | Marcatori | 9’ Klier 75’ Nickel |

| Arbitro: | Steigele |

|                           |           |                    |
| Heidenreich 49’ Sterz 61’ | Marcatori | 40’ Harm 72’ Adler |

| Arbitro: | Haselberger |

|                                   |           |           |
| Steiner 32’ Böhni 42’ Mießmer 51’ | Marcatori | 83’ Grimm |

| Arbitro: | Binninger |

|                                |           |             |
| Haug 16’ (rig.), 49’, 52’, 89’ | Marcatori | 12’ Steiner |

| Arbitro: | Dölfel |

|           |           |                                         |
| Adler 32’ | Marcatori | 16’, 71’ Spohr 30’ Schmitt 88’ Granitza |

| Arbitro: | Niebergall |

|                          |           |                |
| Diener 48’ Leunissen 90’ | Marcatori | 78’, 80’ Adler |

| Arbitro: | Wohlfarth |

|  |           |            |
|  | Marcatori | 3’ Mießmer |

| Mannheim 20 settembre 1975 8ª giornata | Chio Waldhof Mannheim | 0 – 0 referto | Darmstadt | Carl-Benz-Stadion (4 500 spett.)\| Arbitro: \| Walther \| |
| Arbitro:                               | Walther               |               |           |                                                           |

| Arbitro: | Boos |

|             |           |             |
| Raubold 32’ | Marcatori | 29’ Mießmer |

| Arbitro: | Walesch |

|                              |           |  |
| Steiner 9’ Sebert 13’ (rig.) | Marcatori |  |

| Arbitro: | Leist |

|                                                          |           |                                                         |
| May 42’ Volp 44’, 58’, 85’ Wilhelm 51’ (rig.) Zacher 75’ | Marcatori | 52’ (rig.) Sebert 54’ Klausmann 81’ Jovanić 90’ Mießmer |

| Arbitro: | Gaus |

|                             |           |  |
| Link 32’ Harm 52’ Adler 78’ | Marcatori |  |

| Arbitro: | Ermer |

|                         |           |  |
| Ohlicher 53’ Hoeneß 86’ | Marcatori |  |

| Mannheim 8 novembre 1975 14ª giornata | Chio Waldhof Mannheim | 0 – 0 referto | Saarbrücken | Carl-Benz-Stadion (11 000 spett.)\| Arbitro: \| Nützel \| |
| Arbitro:                              | Nützel                |               |             |                                                           |

| Arbitro: | Kalenborn |

|            |           |                           |
| Erhart 66’ | Marcatori | 68’ Schneider 77’ Mießmer |

| Arbitro: | Kollmann |

|                                                       |           |              |
| Bartels 3’ Adler 12’, 16’ Böhni 73’ Sebert 78’ (rig.) | Marcatori | 39’ Michalka |

| Arbitro: | Ross |

|                               |           |                      |
| Koch 7’ Metzler 55’ Engel 62’ | Marcatori | 67’ Adler 90’ Sebert |

| Arbitro: | Joos |

|                       |           |                        |
| Bartels 63’ Adler 72’ | Marcatori | 14’ Keller 58’ Hartwig |

| Arbitro: | Walz |

|  |           |            |
|  | Marcatori | 33’ Sebert |

#### Girone di ritorno
| Arbitro: | Antz |

|                         |           |                      |
| Nickel 64’ Scheller 85’ | Marcatori | 35’ Adler 60’ Martin |

| Arbitro: | Biwersi |

|            |           |                   |
| Sebert 26’ | Marcatori | 23’, 83’ Sommerer |

| Arbitro: | Dahler |

|             |           |           |
| Hofmann 11’ | Marcatori | 70’ Adler |

| Arbitro: | Ross |

|                        |           |                  |
| Sebert 20’, 57’ (rig.) | Marcatori | 47’ (aut.) Pradt |

| Arbitro: | Dellwing |

|            |           |  |
| Schauß 19’ | Marcatori |  |

| Arbitro: | Hofmeister |

|            |           |            |
| Sebert 52’ | Marcatori | 83’ Figlus |

| Arbitro: | Greiner |

|                             |           |            |
| Adler 43’ Sebert 86’ (rig.) | Marcatori | 63’ Werner |

| Arbitro: | Möckel |

|                                       |           |          |
| Metz 24’, 42’ Weiss 30’ Lindemann 32’ | Marcatori | 84’ Harm |

| Arbitro: | Dreher |

|                                        |           |              |
| Mießmer 73’ Harm 80’ Sebert 83’ (rig.) | Marcatori | 89’ Emmerich |

| Arbitro: | Frickel |

|                   |           |             |
| Eippert 2’ (rig.) | Marcatori | 87’ Bartels |

| Arbitro: | Langhans |

|                                          |           |  |
| Schneider 34’ Harm 38’ Sebert 41’ (rig.) | Marcatori |  |

| Arbitro: | Schumann |

|  |           |                        |
|  | Marcatori | 36’ (rig.), 49’ Sebert |

| Arbitro: | Möckel |

|                   |           |  |
| Sebert 75’ (rig.) | Marcatori |  |

| Arbitro: | Hellwig |

|                               |           |           |
| Magath 6’ Traser 13’ Denz 83’ | Marcatori | 9’ Martin |

| Arbitro: | Dölfel |

|                                                   |           |            |
| Adler 15’, 54’ Sebert 16’, 30’ (rig.) Bartels 75’ | Marcatori | 80’ Seiler |

| Arbitro: | Stegner |

|  |           |                    |
|  | Marcatori | 13’ Böhni 90’ Heck |

| Arbitro: | Niebergall |

|                                         |           |  |
| Böhni 18’ Sebert 73’ (rig.) Steiner 84’ | Marcatori |  |

| Arbitro: | Ulm |

|                            |           |               |
| Lubanski 54’ Schuberth 72’ | Marcatori | 43’ Schneider |

| Arbitro: | Antz |

|  |           |                                          |
|  | Marcatori | 60’ Hoffmann 66’ Killmaier 72’ Cajkovski |

### Coppa di Germania
| Arbitro: | Wohlfarth |

|                                |           |             |
| Jovanić 20’ Bartels 58’ (rig.) | Marcatori | 19’ Schmidt |

| Arbitro: | Schumann |

|                                           |           |            |
| Heck 27’ Adler 47’, 85’ Sebert 72’ (rig.) | Marcatori | 28’ Keller |

| Arbitro: | Röder |

|               |           |  |
| Pankotsch 69’ | Marcatori |  |

## Statistiche

### Statistiche di squadra
| Competizione      | Punti | In casa | In casa | In casa | In casa | In casa | In casa | In trasferta | In trasferta | In trasferta | In trasferta | In trasferta | In trasferta | Totale | Totale | Totale | Totale | Totale | Totale | DR  |
| Competizione      | Punti | G       | V       | N       | P       | Gf      | Gs      | G            | V            | N            | P            | Gf           | Gs           | G      | V      | N      | P      | Gf     | Gs     | DR  |
| ----------------- | ----- | ------- | ------- | ------- | ------- | ------- | ------- | ------------ | ------------ | ------------ | ------------ | ------------ | ------------ | ------ | ------ | ------ | ------ | ------ | ------ | --- |
| 2. Bundesliga     | 42    | 19      | 11      | 4       | 4       | 37      | 20      | 19           | 5            | 6            | 8            | 27           | 35           | 38     | 16     | 10     | 12     | 64     | 55     | +9  |
| Coppa di Germania | -     | 2       | 2       | 0       | 0       | 6       | 2       | 1            | 0            | 0            | 1            | 0            | 1            | 3      | 2      | 0      | 1      | 6      | 3      | +3  |
| Totale            | 42    | 21      | 13      | 4       | 4       | 43      | 22      | 20           | 5            | 6            | 9            | 27           | 36           | 41     | 18     | 10     | 13     | 70     | 58     | +12 |

### Andamento in campionato
| Giornata  | 1  | 2  | 3  | 4  | 5  | 6  | 7  | 8  | 9  | 10 | 11 | 12 | 13 | 14 | 15 | 16 | 17 | 18 | 19 | 20 | 21 | 22 | 23 | 24 | 25 | 26 | 27 | 28 | 29 | 30 | 31 | 32 | 33 | 34 | 35 | 36 | 37 | 38 |
| --------- | -- | -- | -- | -- | -- | -- | -- | -- | -- | -- | -- | -- | -- | -- | -- | -- | -- | -- | -- | -- | -- | -- | -- | -- | -- | -- | -- | -- | -- | -- | -- | -- | -- | -- | -- | -- | -- | -- |
| Luogo     | C  | T  | C  | T  | C  | T  | T  | C  | T  | C  | T  | C  | T  | C  | T  | C  | T  | C  | T  | T  | C  | T  | C  | T  | C  | C  | T  | C  | T  | C  | T  | C  | T  | C  | T  | C  | T  | C  |
| Risultato | P  | N  | V  | P  | P  | N  | V  | N  | N  | V  | P  | V  | P  | N  | V  | V  | P  | N  | V  | N  | P  | N  | V  | P  | N  | V  | P  | V  | N  | V  | V  | V  | P  | V  | V  | V  | P  | P  |
| Posizione | 19 | 14 | 10 | 14 | 16 | 16 | 16 | 14 | 16 | 14 | 15 | 12 | 15 | 14 | 10 | 9  | 10 | 10 | 10 | 10 | 10 | 10 | 9  | 10 | 10 | 8  | 10 | 8  | 8  | 7  | 7  | 7  | 9  | 8  | 7  | 7  | 7  | 8  |

Legenda:

Luogo: C = Casa; T = Trasferta. Risultato: V = Vittoria; N = Pareggio; P = Sconfitta.

### Statistiche dei giocatori
| Giocatore      | 2. Bundesliga | 2. Bundesliga | 2. Bundesliga | 2. Bundesliga | Coppa di Germania | Coppa di Germania | Coppa di Germania | Coppa di Germania | Totale   | Totale | Totale      | Totale     |
| Giocatore      | Presenze      | Reti          | Ammonizioni   | Espulsioni    | Presenze          | Reti              | Ammonizioni       | Espulsioni        | Presenze | Reti   | Ammonizioni | Espulsioni |
| -------------- | ------------- | ------------- | ------------- | ------------- | ----------------- | ----------------- | ----------------- | ----------------- | -------- | ------ | ----------- | ---------- |
| W. Adler       | 38            | 14            | 4             | 0             | 3                 | 2                 | 0                 | 0                 | 41       | 16     | 4           | 0          |
| B. Bartels     | 21            | 4             | 2             | 0             | 2                 | 1                 | 0                 | 0                 | 23       | 5      | 2           | 0          |
| O. Bauer       | 11            | 0             | 0             | 0             | 1                 | 0                 | 0                 | 0                 | 12       | 0      | 0           | 0          |
| W. Böhni       | 20            | 4             | 0             | 0             | 2                 | 0                 | 0                 | 0                 | 22       | 4      | 0           | 0          |
| W. Duttenhofer | 5             | 0             | 1             | 0             | 1                 | 0                 | 0                 | 0                 | 6        | 0      | 1           | 0          |
| U. Gelhard     | 0             | 0             | 0             | 0             | 0                 | 0                 | 0                 | 0                 | 0        | 0      | 0           | 0          |
| R. Gölz        | 21            | 0             | 1             | 0             | 2                 | 0                 | 0                 | 0                 | 23       | 0      | 1           | 0          |
| K. Harm        | 29            | 5             | 2             | 0             | 2                 | 0                 | 0                 | 0                 | 31       | 5      | 2           | 0          |
| W. Heck        | 31            | 1             | 0             | 0             | 2                 | 1                 | 1                 | 0                 | 33       | 2      | 1           | 0          |
| R. Hollich     | 4             | 0             | 1             | 0             | 0                 | 0                 | 0                 | 0                 | 4        | 0      | 1           | 0          |
| S. Jovanić     | 7             | 1             | 1             | 0             | 1                 | 1                 | 0                 | 0                 | 8        | 2      | 1           | 0          |
| R. Keßler      | 0             | 0             | 0             | 0             | 1                 | 0                 | 0                 | 0                 | 1        | 0      | 0           | 0          |
| U. Klausmann   | 26            | 1             | 1             | 0             | 2                 | 0                 | 0                 | 0                 | 28       | 1      | 1           | 0          |
| K. Link        | 28            | 1             | 9             | 0             | 2                 | 0                 | 1                 | 0                 | 30       | 1      | 10          | 0          |
| E. Martin      | 13            | 2             | 2             | 0             | 0                 | 0                 | 0                 | 0                 | 13       | 2      | 2           | 0          |
| K. Mießmer     | 38            | 6             | 5             | 0             | 3                 | 0                 | 1                 | 0                 | 41       | 6      | 6           | 0          |
| W. Pradt       | 38            | 0             | 1             | 0             | 3                 | 0                 | 0                 | 0                 | 41       | 0      | 1           | 0          |
| V. Rohr        | 2             | 0             | 0             | 0             | 2                 | 0                 | 0                 | 0                 | 4        | 0      | 0           | 0          |
| P. Schneider   | 37            | 3             | 1             | 0             | 3                 | 0                 | 0                 | 0                 | 40       | 3      | 1           | 0          |
| H. Schnitzer   | 17            | 0             | 1             | 0             | 1                 | 0                 | 0                 | 0                 | 18       | 0      | 1           | 0          |
| M. Schüßler    | 5             | 0             | 0             | 0             | 1                 | 0                 | 0                 | 0                 | 6        | 0      | 0           | 0          |
| G. Sebert      | 37            | 18            | 6             | 0             | 2                 | 1                 | 0                 | 0                 | 39       | 19     | 6           | 0          |
| D. Soyez       | 4             | 0             | 0             | 0             | 0                 | 0                 | 0                 | 0                 | 4        | 0      | 0           | 0          |
| P. Steiner     | 36            | 4             | 5             | 0             | 3                 | 0                 | 1                 | 0                 | 39       | 4      | 6           | 0          |